# Östergötlands runinskrifter 29
Östergötlands runinskrifter 29, Ög 29, är en vikingatida runsten i Tåby socken i Norrköpings kommun. Den står tillsammans med Ög 30 i kanten av ett litet skogsparti intill vägkorsningen vid Skjorstad, en dryg kilometer nordväst om Tåby kyrka. Stenen, som är av grå granit, är 1,77 meter hög. Den tros ursprungligen ha stått vid den bäck som rinner förbi några hundra meter längre norrut.

## Ristning
Huvuddelen av runinskriften står i en slinga som är 8–9 cm bred. De två sista orden har ristats ovanför slingan, lodrätt mot stenens topp. Slingan avslut liknar i båda ändar ormstjärtar, och i ristningen ingår något som håller dem hopbundna. Förutom de ordinära varianterna av den 16-typiga futharkens runor förekommer stungna i-runor.

### Translitterering
I translittererad form lyder inskriften:
* asa * lit kiarua * kuml * eftiR * þorkesl * bonta * sin * auk * þorkun * eftiR × faþu * sin

### Översättning
I översättning till vår tids svenska lyder inskriften:
"Asa lät göra minnesvården efter Torgisl, sin make, och Torgun efter sin fader."